# Josephine Füri
Josephine Elsa Linnea Füri, född 7 februari 2003 i Borås, är svensk handbollsmålvakt.
Hennes moderklubb är Borås HK, där hon spelade fram till 2016. Därefter flyttade hon till Hyssna och spelade för Marks HK fram till 2018. Under tiden i Marks HK representerade Josephine Västergötland i Sverigecupen och tog silver.
Sedan 2019 spelar hon för IK Sävehof.